# Людовик III Молодший
Людовик III Молодший (нім. Ludwig III der Jüngere; 835 — 20 січня 882, Франкфурт) — король Аквітанії (під ім'ям Людовик II) у 852–855, король Франконії, Тюрингії та Саксонії з 865, король Баварії з 880, король Лотарингії з 876, син Людовика II Німецького, короля Східно-Франкського королівства, і Емми Баварської, дочки Вельфа I.

## Біографія
У 865, розділивши між синами королівство, Людовик II Німецький виділив Людовику III Франконію, Тюрінгію та Саксонію.
У 871 Людовик і його брат Карломан обурилися проти дій батька, що не виділив їм спадщину в нещодавно придбаній Лотарингії. У 872 Людовик II Німецький поступився і розділив Лотарингію між синами. Людовик III отримав при цьому Фрисландию.
Після смерті батька в жовтні 876 Людовик одержав рішучу перемогу в битві при Андернасі над дядьком Карлом II Лисим та зумів відстояти своє королівство.
У 879, після смерті французького короля Людовика II Заїки, Людовик Молодший вторгся в Лотарингію та оволодів тією її частиною, яка належала Карлу Лисому. Це придбання закріплене у 880 Рібмонським договором.
Цього ж року Людовик III Молодший завдав поразки вікінгам в битві при Тімеоні, а потім, не чекаючи смерті хворого брата Карломана, уклав договір з молодшим братом Карлом Товстим про розділ його володінь. За цією угодою до Людовика відійшла Баварське герцогство.

## Шлюб і діти
- Дружина: (з 29 листопада 874) Ліутгарда Саксонська (близько 845 — 17/30 листопада 885), дочка Людольфа Саксонського, маркграфа Остфалії (прибл. 805 — 12 березня 866) і Оди Біллунг (бл. 806 — 17 травня 913). Діти:
  - Людовик (прибл. 877 — листопад 879)
  - Хильдегарда (878/881 — після 895)
- крім того, у нього був позашлюбний син
  - Гуго (855/860 — лютий 880)